# 爵青
爵青（しゃくせい、1917年 - 1962年）は、満洲国で活動した中国の小説家。本名は劉佩（りゅうはい）。

## 略歴
1917年吉林省長春県の満洲漢族人の家に生まれる。幼少の頃、古丁とは近所で交流があったという。日本公学堂に学び日本語をよくした。
1933年、長春交通学校卒業後、満鉄哈爾浜道局、佳木斯公署に勤務しつつ学生時代よりはじめた創作活動をつづける。のち、『明明』の古丁と邂逅し、その文学活動に参加し、古丁を中心とするいわゆる芸文志派の主要なメンバーとみられた。1940年、満日文化協会職員となり、堪能な日本語をかわれ関東軍司令部の日本語翻訳業務にあたった。この日本軍とのかかわりは密なものだったようで、満洲国崩壊後には文学上の仲間であった古丁らにさえスパイとして疑われたという。
中華人民共和国成立後は、吉林省人民大学図書館資料係に勤務し、1962年逝去したと伝えられる。
爵青の作風は象徴主義、唯美主義的なものだと評され、エドガー・アラン・ポー、アンドレ・ジッドの影響があるとされた。